# Liste von Eigenbezeichnungen ethnischer Gruppen
Dies ist eine Liste von Selbstbezeichnungen ethnischer Gruppen.
Es werden Namen von Personengruppen aufgeführt, die durch einen ethnologischen Zusammenhang gekennzeichnet sind, d. h. die sich durch eine besondere Herkunft, Kultur oder Sprache auszeichnen. Diese sind wie alle sozialen Titel, Namen oder Bezeichnungen einem Wechsel oder einer Entwicklung unterworfen. Ehemals aus ethnischem Selbstbewusstsein heraus entstandene und ehrenvoll gemeinte Titel (Autonyme) können in anderen Zusammenhängen eine Abwertung erfahren. Andererseits übernehmen Gruppen im Lauf der Zeit ursprünglich negativ gemeinte Fremdbenennungen (Ethnophaulismen) durchaus auch als Eigenbezeichnung.
Der Gebrauch einer Fremd- oder Selbstbezeichnung für eine fremde Gruppe sagt zunächst nichts über deren Bewertung aus. Diese hängt von den jeweiligen Umständen ab.
So hat sich die Selbstbezeichnung Deutsche als Fremdbezeichnung in einem vergleichsweise geringen Teil der Welt etabliert (niederländisch Duitsers, Tysker (skand), italienisch tedeschi). Verbreitetere Fremdbezeichnungen greifen pars pro toto auf einen bestimmten historischen Stammesnamen zurück „Germanen“ (z. B. im angelsächsischen Bereich), „Alemannen“ (in Teilen Westeuropas oder Asiens) „Sachsen“ (in Teilen Skandinaviens). Im Slawischen Bereich etablierte sich in Varianten die ursprünglich abwertende Bezeichnung „Nemzi“ (die Sprachlosen). Alle diese Fremdbezeichnungen werden gegenwärtig neutral verwendet. Stattdessen haben sich vielfach spezifische Ethnophaulismen entwickelt.

## Liste
Vielfach entsprechen Eigenbezeichnungen und Fremdbezeichnungen einander (Italiani – Italiener), so dass auf ihre Aufführung in dieser Liste verzichtet wird.
- Adivasi, (erster Bewohner, Ureinwohner), indigene Bevölkerung Indiens
- Anangu, Aboriginesgruppen in Australien
- Aschkenasim, West- und Ostjuden mit gemeinsamer religiöser Tradition und Kultur
- Boricua, Puerto-Ricaner
- Chicano, in den Vereinigten Staaten lebende Mexikaner und ihre Nachfahren
- Desi, Südasiaten
- First Nations, Premières nations, (Erste Nationen), indigene Völker Kanadas (seit 1982)
- Goranen, islamische Südslawen
- Hellenen, Griechen, in verschiedenen Epochen
- Inuit, indigene Volksgruppen im arktischen Zentral- und Nordostkanada
- Irættæ, Osseten
- Kanaken, Ureinwohner in Neukaledonien, keine ursprüngliche Eigenbezeichnung, für heutige Einwanderer von dort in Frankreich Selbstbezeichnung
- Khoikhoi (wahre Menschen), als Jäger und Sammler lebende Khoisan, Fremdbezeichnungen: San (Fremde), Buschmänner, Hottentotten, (Stotterer [?])
- Kiwi, Neuseeländer (nach dem Kiwi), ursprünglich Fremd-, inzwischen auch Eigenbezeichnung
- Magyaren, Ungarn
- Pinoy
- Québécois (Quebecer), je nach Sichtweise alle oder nur frankophone Einwohner Quebecs
- Resandefolket, migrierende historische Bevölkerungsgruppe in Skandinavien
- Romaioi, Griechen in der Spätantike
- Runakuna, (Menschen), Quechua
- Samen (Volk) Volk im Norden Fennoskandinaviens
- Slawen (Menschen des Wortes), Völker, die eine slawische Sprache sprechen (Ostmitteleuropa, Osteuropa und Südosteuropa)
- Unangax̂, (Küstenvolk) Aleuten